# Ma Hau-wei
Ma Hau-wei (* 3. Februar 1999) ist ein taiwanischer Leichtathlet, der sich auf das Kugelstoßen spezialisiert hat.

## Sportliche Laufbahn
Erste internationale Erfahrungen sammelte Ma Hau-wei im Jahr 2015, als er bei den Jugendasienmeisterschaften in Doha mit 19,43 m die Goldmedaille im Kugelstoßen gewann. Anschließend schied er bei den Jugendweltmeisterschaften in Cali mit 17,68 m und 46,94 m jeweils in der Qualifikationsrunde im Kugelstoßen und Diskuswurf aus. Im Jahr darauf belegte er bei den Juniorenasienmeisterschaften in der Ho-Chi-Minh-Stadt mit 16,34 m den sechsten Platz im Kugelstoßen und gelangte mit 49,99 m auf Rang fünf im Diskusbewerb. 2017 wurde er bei den Asian Indoor & Martial Arts Games in Aşgabat mit 16,27 m 14. im Kugelstoßen und 2023 klassierte er sich bei den Asienmeisterschaften in Bangkok mit 19,04 m auf dem fünften Platz. Ende September belegte er bei den Asienspielen in Hangzhou mit 18,91 m den sechsten Platz. 2025 erreichte er bei den Asienmeisterschaften in Gumi mit 19,25 m auf Rang fünf.
In den Jahren 2020, 2022 und 2024 wurde Ma taiwanischer Meister im Kugelstoßen.

## Persönliche Bestleistungen
- Kugelstoßen: 19,48 m, 2. Juni 2024 in Taipeh
- Diskuswurf: 51,84 m, 18. Oktober 2021 in Neu-Taipeh